# Karl Goddard
Karl Goddard (sinh ngày 29 tháng 12 năm 1967) là một cầu thủ bóng đá người Anh đã giải nghệ thi đấu cho Manchester United, Bradford City, Exeter City (on loan), Colchester United (on loan), Hereford United và Bradford Park Avenue.